# Barcelona (Gerichtsbezirk)
Der Gerichtsbezirk Barcelona ist einer der 25 Gerichtsbezirke in der Provinz Barcelona.
Der Bezirk umfasst die Gemeinde Barcelona auf einer Fläche von 98,21 km² mit dem Hauptquartier in Barcelona.